# Lysacris
Lysacris is een geslacht van rechtvleugeligen uit de familie veldsprinkhanen (Acrididae). De wetenschappelijke naam van dit geslacht is voor het eerst geldig gepubliceerd in 1972 door Descamps & Amédégnato.

## Soorten
Het geslacht Lysacris omvat de volgende soorten:
- Lysacris festae Giglio-Tos, 1898
- Lysacris sylvestris Descamps & Amédégnato, 1972
- Lysacris tibialis Gerstaecker, 1889